# Lakemore, Ohio
Lakemore là một làng thuộc quận Summit, tiểu bang Ohio, Hoa Kỳ. Năm 2010, dân số của làng này là 3068 người.